# دارين تيت
دارين تيت (بالإنجليزية: Darren Tate)‏ هو دي جيه وملحن ومنتج أسطوانات بريطاني، ولد في 22 أكتوبر 1972 في لندن في المملكة المتحدة.

## وصلات خارجية
- الموقع الرسمي
- دارين تيت على موقع ميوزك برينز (الإنجليزية)
- دارين تيت على موقع ميوزك برينز (الإنجليزية)
- دارين تيت على موقع أول ميوزيك (الإنجليزية)
- دارين تيت على موقع ديسكوغز (الإنجليزية)
- دارين تيت على موقع ديسكوغز (الإنجليزية)